# Kolcosił straszliwy
Kolcosił straszliwy (Oplopanax horridus) – gatunek rośliny z rodziny araliowatych. Pochodzi z Ameryki Północnej. Występuje w Ameryce Północnej. W Polsce stanowi rzadkość i jest sporadycznie uprawiany np. w Arboretum SGGW w Rogowie.

## Morfologia
Krzew wysokości 1-3 m, uzbrojony w kolce o długości 5-20 mm. Krzew posiada tylko od jednej do kilku łodyg, pokrytych brązowawą korą. Liście dłoniastoklapowane, bardzo duże, o średnicy do 35 cm. Kwiaty białe zebrane w groniaste, rosnące pionowo i stożkowate kwiatostany złożone, o długości do 25 cm. Czerwone owoce o długości 5-8 mm. W swoim naturalnym środowisku występuje w wilgotnych lasach, szczególnie w pobliżu strumieni.

## Zastosowanie
- Roślina ozdobna. Jest uprawiany w cieplejszych krajach. W Polsce jest wrażliwy na późne przymrozki.

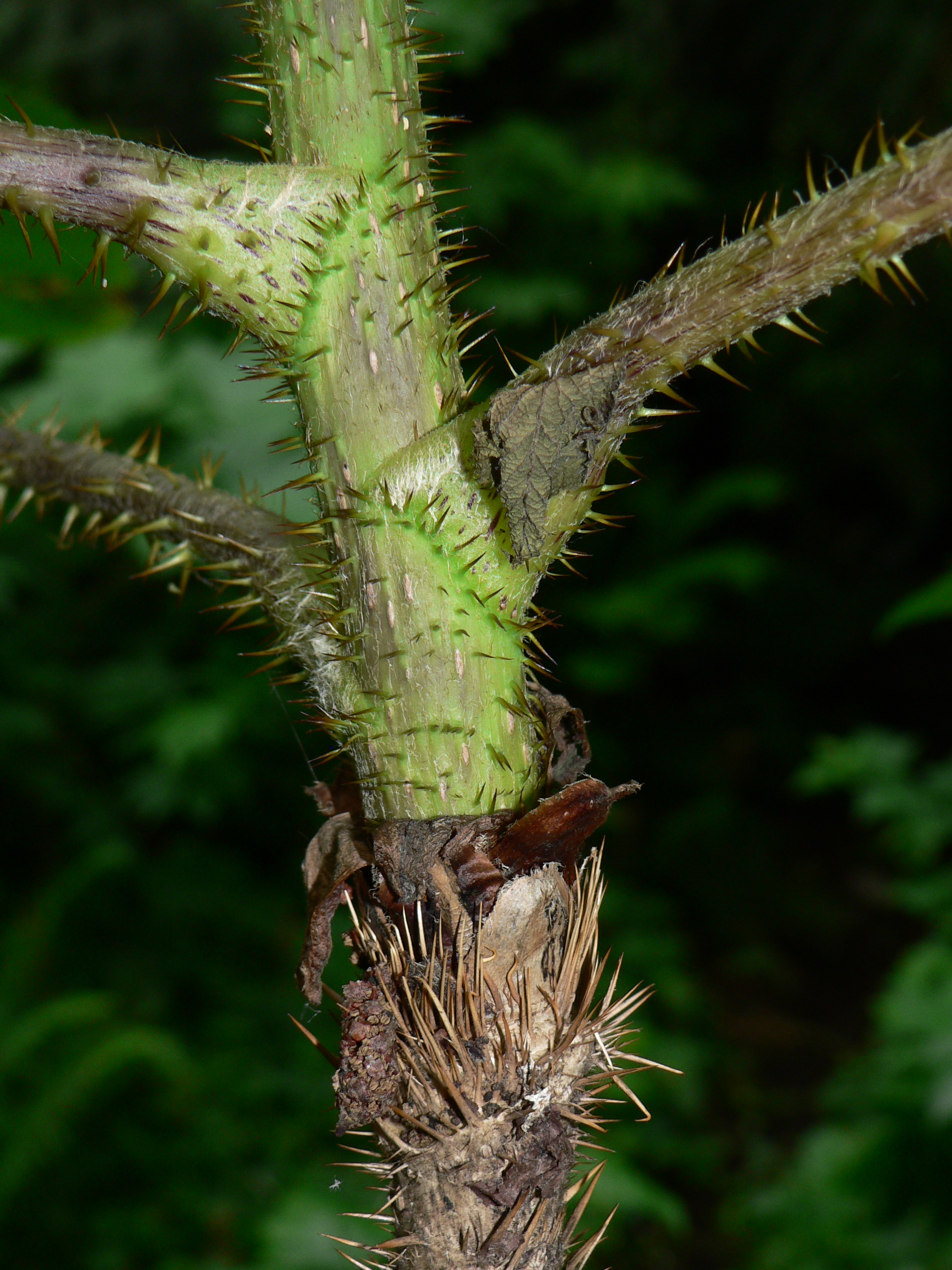
Kolczaste pędy